# (8150) Kaluga
(8150) Kaluga est un astéroïde de la ceinture principale.

## Description
(8150) Kaluga est un astéroïde de la ceinture principale. Il fut découvert le 24 août 1985 à Naoutchnyï par Nikolaï Tchernykh. Il présente une orbite caractérisée par un demi-grand axe de 3,20 UA, une excentricité de 0,13 et une inclinaison de 6,8° par rapport à l'écliptique.

## Compléments